# Orthonotidae
De Orthonotidae zijn een familie van uitgestorven tweekleppigen uit de infraklasse Euheterodonta.